# Férid Boughedir
Férid Boughedir (arab. فريد بوغدير; ur. 1944 w Hammam al-Anf) – tunezyjski reżyser, scenarzysta i krytyk filmowy, historyk filmu.

## Życiorys
Urodził się w miasteczku Hammam al-Anf, położonym 20 km na południowy wschód od Tunisu. Przez wiele lat był cenionym krytykiem filmowym, znawcą kina Afryki i świata arabskiego, autorem licznych publikacji książkowych. Pracował w charakterze asystenta reżysera przy głośnych filmach uznanych nowofalowych twórców europejskiego kina: Alaina Robbe-Grilleta (Eden i później, 1970) i Fernanda Arrabala (Viva la muerte!, 1971).
W latach 80. zrealizował filmy dokumentalne poświęcone współczesnemu kinu arabskiemu: Caméra d’Afrique (1983) i Caméra arabe (1987). Obydwa tytuły znalazły się w selekcji oficjalnej na MFF w Cannes. 
Jego debiutancka pełnometrażowa fabuła, Halfaouine - dziecko tarasów (1990), opowiadała o dorastaniu nastoletniego bohatera w tytułowej dzielnicy Tunisu. Film miał swoją premierę na 43. MFF w Cannes, gdzie spotkał się z entuzjastycznym przyjęciem. Zdobył wiele nagród, w tym Srebrnego Hugo za najlepszy debiut reżyserski na MFF w Chicago oraz nominację do Cezara za debiut reżyserski.
Kolejny obraz Boughedira, Lato w Goulette (1996), zaprezentowany został w konkursie głównym na 46. MFF w Berlinie. Film opowiadał o trzech siedemnastolatkach - muzułmańskiej Tunezyjce, katolickiej Sycylijce i żydowskiej Francuzce. Wszystkie one pragną właśnie tego lata przeżyć swoje pierwsze seksualne wtajemniczenie.
Boughedir zasiadał w jury konkursu głównego na 44. MFF w Cannes (1991) oraz na 47. MFF w Berlinie (1997).